# Christo Etropolski
Vasil Michajlov Etropolski (* 18. března 1959 Sofie, Bulharsko) je bývalý bulharský sportovní šermíř, který se specializoval na šerm šavlí. Bulharsko reprezentoval v osmdesátých letech společně s bratrem dvojčetem Vasilem Etropolskim. Na olympijských hrách startoval v roce 1980 a 1988 v soutěži jednotlivců a družstev. V roce 1984 přišel o olympijské hry kvůli bojkotu. V soutěži jednotlivců obsadil na olympijských hrách 1980 čtvrté místo. V roce 1985 obsadil druhé místo na mistrovství světa v soutěži jednotlivců. S bulharským družstvem šavlistů vybojoval v roce 1985 a 1987 druhé místo na mistrovství světa.